# Eva Stotz
Eva Stotz (* 5. Juni 1979) ist eine deutsche Dokumentarfilmautorin, Regisseurin und Produzentin. Ihre Arbeiten sind bestimmt von der Auseinandersetzung mit dem Begriff Heimat, den sozialen Auswirkungen der Globalisierung und den gesellschaftlichen Entwicklungen durch Urbanisierung.

## Leben und Wirken
Nach dem Abitur am Anna-Essinger-Gymnasium in Ulm studierte Eva Stotz französische Filmgeschichte an der Université Paul Valéry in Montpellier. Ihr erster Kurzspielfilm L'après-midi wurde bei Festivals mit mehreren Preisen ausgezeichnet. Ab 2001 studierte sie Filmregie an der Deutschen Film- und Fernsehakademie Berlin (dffb). Ihren ersten abendfüllenden Dokumentarfilm Erde in der Hand realisierte sie 2004 in Siebenbürgen (Rumänien) zum vielschichtigen Begriff Heimat. Eva Stotz ist Mitglied des Filmkollektivs Super-9, das sie 2005 gemeinsam mit acht weiteren Regiestudenten der dffb gegründet hat.
Für ihren zweiten abendfüllenden Dokumentarfilm Sollbruchstelle über die emotionale Kraft von Arbeit erhielt sie bei der 32. Duisburger Filmwoche 2008 den mit 5.000 Euro dotierten Förderpreis der Stadt Duisburg. Ebenfalls für diesen Film wurde sie bei der Verleihung des Deutschen Fernsehpreises 2009 mit dem mit 15.000 Euro dotierten Förderpreis ausgezeichnet.
Das kleine Fernsehspiel fördert ihren dokumentarischen Abschlussfilm Global Home, in dem sich Eva Stotz anhand des weltweiten Online-Gastgeberdiensts Couchsurfing mit den Themen Xenophobie und Gastfreundschaft auseinandersetzt. Der Film feierte seine Premiere beim renommierten Festival SXSW (South by Southwest) in Austin, Texas und lief auf zahlreichen internationalen Festivals.
2013 gründete sie ihre eigene Produktionsfirma in Berlin ronjafilm. Damit produziert sie ihren Kurzdokumentarfilm One Million Steps, der die Gezi-Proteste in Istanbul alleinig durch non-verbale Sprachen wie Rhythmus, Bewegung und Tanz erzählt. Die Hauptdarstellerin ist die Amsterdamer Stepptänzerin Marije Nie. Der Film hatte 2015 seine Premiere beim Istanbuler Filmfestival Documentarist, lief auf über 100 Festivals und wurde 12-fach ausgezeichnet (u. a. Jury-Preis des 34. internationalen Festival of Films on Art (FIFA) (Montréal, Canada), Publikumspreis und Bester Dokumentarfilm beim 13. Cinedans – Dance on Screen Festival Eye (Amsterdam, Niederlande), Publikumspreis und Bester Dokumentarfilm bei den 39 (Grenzland-Filmtage Selb, Germany), Bester Experimentalfilm der 26. Bamberger Kurzfilmtage). Er wurde im Schweizer Fernsehen SRF in der Sendung Sternstunde gesendet.
2015 erhielt sie das Künstlerstipendium des Auswärtigen Amts und des Goethe Instituts Istanbul im Istanbuler Stadtteil Tarabya. Dort erarbeitete Eva Stotz ihre erste audiovisuelle Performance Moments of Movement, wo sie zu Live-Musik und Tanz dokumentarische Bilder, vorwiegend aus ihrem Filmarchiv „auflegte“. Die Performance wurde nach Limerick als Eröffnungsshow des Light Moves Festivals eingeladen, wie auch in das Stadthaus Ulm.
Seit 2017 arbeitet Stotz als Kuratorin und Workshopleiterin am Kunstprojekt Labour in a single shot von Harun Farocki und Antje Ehmann mit. Zusammen mit Antje Ehmann gibt sie Workshops in Vilnius (2017), Marseille (2018), Chicago (2019), Shanghai (2020) und Bogota (2020).
2019 geht ihre erste interaktive Arbeit Field Trip online. Field Trip ist ein interaktiver Dokumentarfilm über die Vergangenheit, Gegenwart und Zukunft des Tempelhofer Felds in Berlin. Zusammen mit dem Medienpartner Der Tagesspiegel geht die living documentary am 12. Mai 2019 online.

## Filmografie
- 2001: L'après-midi (Kurzspielfilm)[4]
- 2004: Erde in der Hand[5]
- 2004: Warsaw Flow (Musikvideo)[6]
- 2005: Igor (Kurzspielfilm)[7]
- 2005: In need to make a Living (Kurzfilm)[8]
- 2005: Tempelhof (Kurzfilm)[9]
- 2006: Boda boda (Musikvideo)[10]
- 2006: Innen/nachts (Kurzspielfilm)[11]
- 2009: 24h Berlin
- 2009: Sollbruchstelle[12]
- 2009: Haiku (Kurzfilm)[13]
- 2012: Global Home
- 2015: One Million Steps
- 2016: Moments of Movement
- 2019: Field Trip

## Bibliografie
- Im Zweifel sitzt der Teufel. In: Andres Veiel, Béatrice Ottersbach (Hg.): Dokumentarfilm. Werkstattberichte. UVK Verlagsgesellschaft, Konstanz 2008, ISBN 978-3-86764-085-5, S. 82–109

## Auszeichnungen
- 2008: Duisburger Filmwoche: Förderpreis der Stadt Duisburg
- 2009: Deutscher Fernsehpreis: Förderpreis